# Chlorops bicolor
Chlorops bicolor är en tvåvingeart som först beskrevs av Macquart 1835.  Chlorops bicolor ingår i släktet Chlorops och familjen fritflugor.
Artens utbredningsområde är Belgien. Inga underarter finns listade i Catalogue of Life.